# Pax Dei
Pax Dei — відеогра у жанрі пісочниці та ММО в відкритому світі. Розробляється студією Mainframe з березня 2019 року.

### Геймплей
Як пояснюють самі розробники, суть геймплею полягає у взаємодії гравців між собою. Pax Dei має великий відкритий світ, в якому гравці можуть будувати міста, села, будинки та багато чого іншого.

##### Класи
У грі відсутні класи гравця. Натомість ви можете прокачувати навички, та відігравати ту роль, яку бажаєте.
|  | Не буде явних класів, як у більш традиційних RPG. Однак це не означає, що у вас не буде способів створити власне налаштування, яке б відповідало цим. Предмети, зброя, броня та магічні заклинання будуть орієнтовані на такі ігрові ролі, як заклинач, DPS, цілитель, танк тощо. Однак це дуже плавно та дає гравцям максимальний вибір для налаштування стилю, який їм підходить |

### Дата виходу
Станом на початок березня 2023 року у гри відсутня дата виходу. Незабаром може початися Альфа-тест гри. Подати заявку на участь в Альфа-тест можна на сайті розробника.